# Simulium ibarakiense
Simulium ibarakiense es una especie de insecto del género Simulium, familia Simuliidae, orden Diptera.
Fue descrita científicamente por Takaoka & Saito, 2007.